# Amputat
Ein Amputat ist ein chirurgisch oder durch eine Verletzung abgetrennter Körperteil. Der Vorgang der Abtrennung wird als Amputation, die Wiederherstellung als gegenteiliger Vorgang als Replantation bezeichnet.
Amputate werden im Augenblick der Abtrennung zu Sachen, bleiben aber im Falle einer traumatischen Amputation Eigentum des vormaligen Trägers, bis geklärt ist, ob diese replantiert werden können. Ist dies nicht der Fall, kommt das Sachenrecht zum Tragen. Wird diese Entscheidung im Krankenhaus getroffen, ist dieses zur sachgerechten Entsorgung verpflichtet. Der vormalige Nutzer verliert nicht nur alle Rechte, sondern wird damit auch aller Pflichten entbunden. Wie die Nutzungsrechte an entfernten Körperteilen definiert werden sollen, ist zurzeit Gegenstand juristischer Diskussionen.
Wird ein Amputat aufgefunden, besteht eine Meldepflicht, um abklären zu können, ob eine Straftat vorliegen könnte. Bei vorsätzlichen Selbstverstümmelungen der Finger bei versuchtem Versicherungsbetrug werden diese in der Regel nicht zur Wundversorgung bzw. eventuellen Replantation mitgebracht. Dennoch kann ein guter Teil der Amputate bei gewissenhafter Suche aufgefunden werden – die Replantationserfolge bleiben im Endeffekt aber bescheiden.
Im Rettungswesen werden sogenannte Replant-Beutel verwendet, um eine weitere Schädigung des Amputats bis zum Eintreffen im Krankenhaus zu minimieren.